# Qasr al-Abd
Qasr al-Abd es un gran palacio helenístico del primer cuarto del siglo II a. C., cuyas ruinas se encuentran en el oeste de Jordania, en el valle de Wadi as-Ser, a unos 17 kilómetros al oeste de Amán, cerca del pueblo de Irak al-Amir.

## Historia

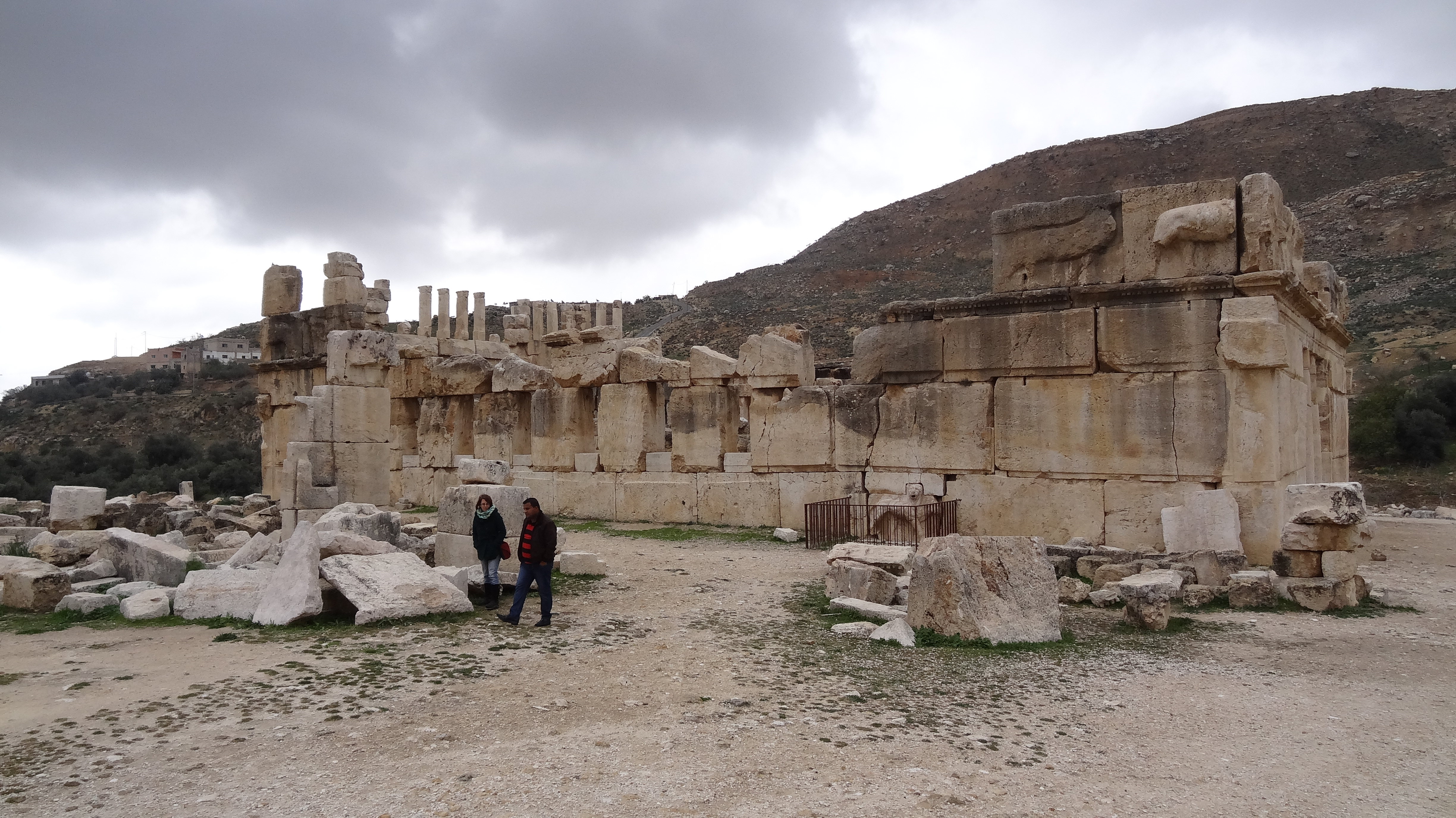
Vista lateral.

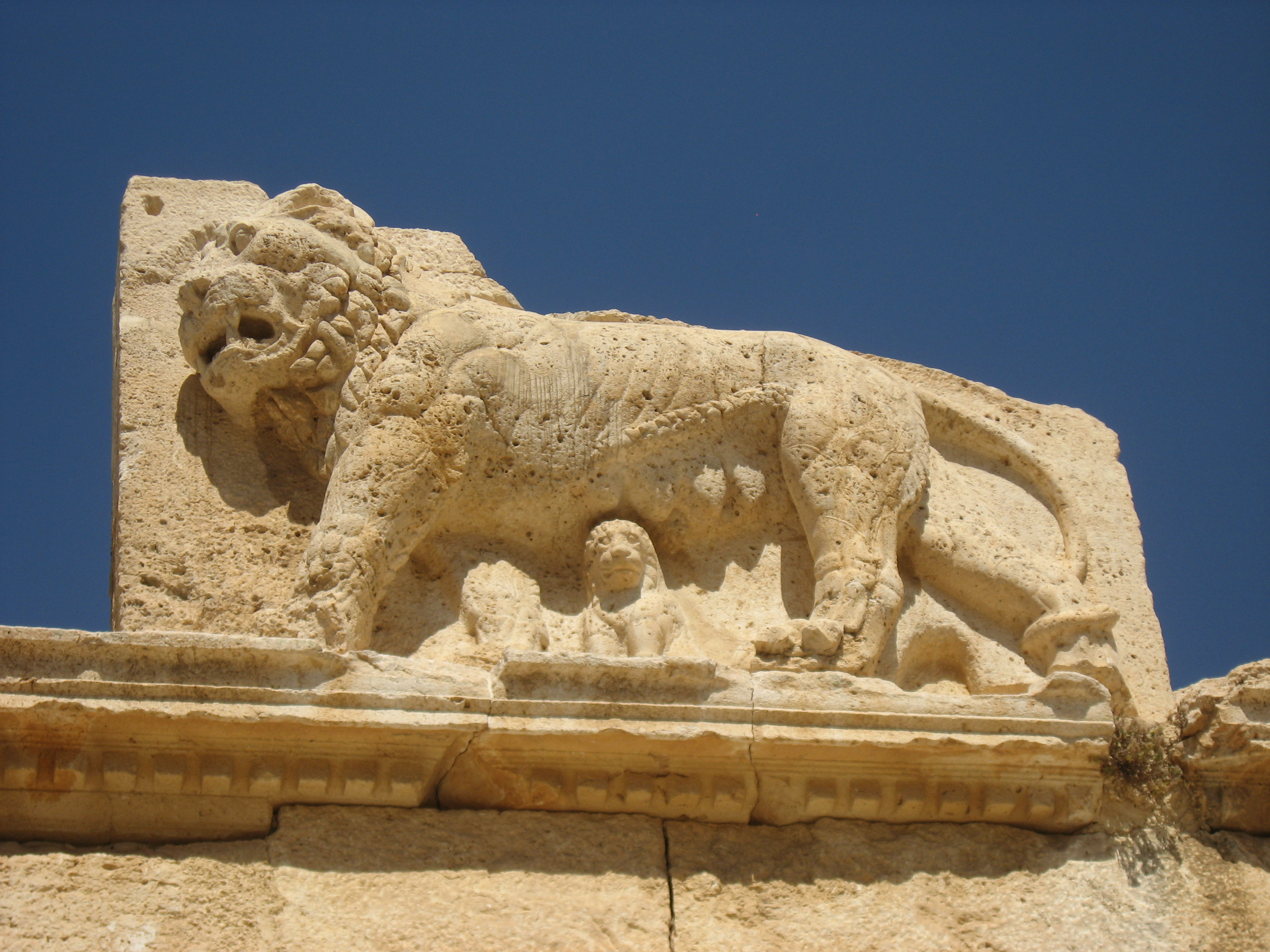
León con su cachorro.

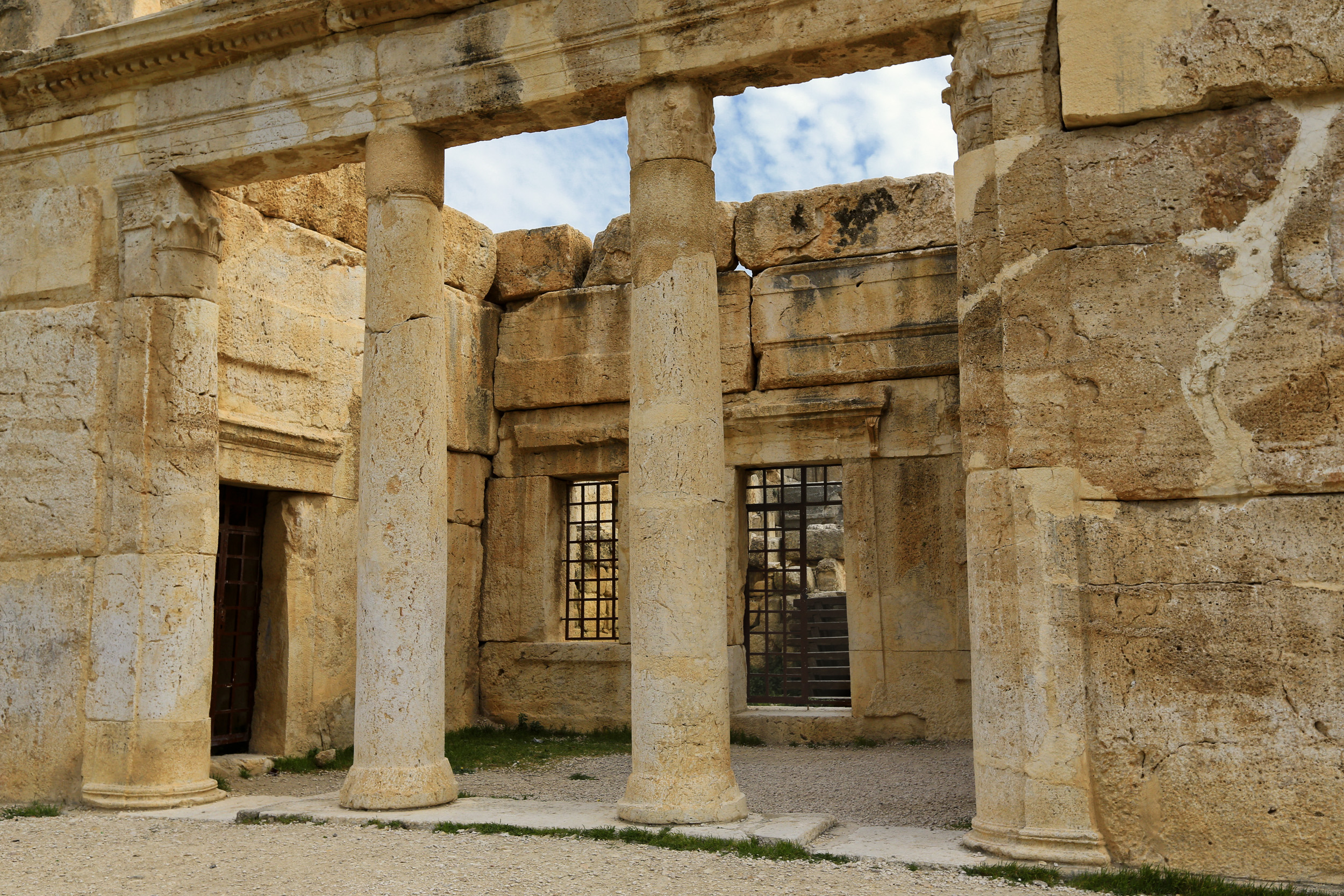
Entrada frontal.

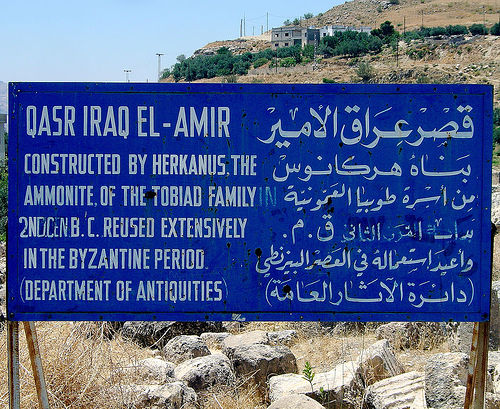
Cartel del Ministerio de Antigüedades, mayo de 2005

Aunque poco se sabe con certeza sobre la historia de Qasr al-Abd, se cree que fue construido por un notable de Tobías, Hircano de Jerusalén, jefe de la poderosa familia Tobías y gobernador de Amán.
El hecho de que el nombre hebreo "Tuvya" o "Toviyya" (Tobías) esté grabado —טוביה pero en una escritura más aramea— sobre las cuevas funerarias adyacentes de Irak al-Amir, que comparten su nombre con el pueblo cercano, da crédito a esta teoría. En otra de estas cuevas hay una talla de una leona que cobija a un cachorro en el palacio.
Según una leyenda local, Tobías era un plebeyo que se enamoró de la hija de un noble. Cuando pidió su mano, el noble dijo que Tobías únicamente podría tenerla si construía el llamado «Castillo del Esclavo». Una vez terminado el castillo, el noble mandó matar a Tobías, ya que no quería que su hija se casara con un plebeyo.
Se sabe que la estructura estaba originalmente rodeada por un gran estanque excavado, lo que llevó al historiador judío del siglo I Flavio Josefo a suponer que se trataba de un foso y que el edificio era una fortaleza. Sin embargo, el arqueólogo israelí Ehud Netzer ha presentado pruebas más recientes de que la función original del edificio era la de un palacio de recreo. También se ha sugerido que el lugar estaba destinado a servir de mausoleo de la familia de Tobías. En cualquier caso, nunca se completó.
El nombre Qasr al-Abd puede traducirse como «Castillo del Esclavo o Siervo», título que puede referirse al propio Hircano, que, como gobernador, era un «siervo del rey». El libro bíblico de Nehemías menciona a «Toviyya, el Siervo, el amonita» Nehemías 2:10. Según Josefo, Hircano abandonó Jerusalén tras perder una lucha por el poder y estableció su residencia al este del Jordán, aparentemente en las tierras ancestrales de la dinastía Tobías. El área era entonces una zona fronteriza entre Judea y Arabia, y Josefo menciona que Hircano mantuvo constantes escaramuzas con los árabes, matando y capturando a muchos. Se quitó la vida en el año 175 a. C., tras el ascenso al poder en Siria del rey seléucida Antíoco IV Epífanes, fuertemente antijudío, temiendo la venganza de éste por su apoyo a los ptolomeos egipcios contra los seléucidas sirios. El edificio estaba inacabado en el momento de su muerte —como indican varias tallas y columnas incompletas en el lugar—, y fue confiscado por Antíoco IV Epífanes. Josefo menciona las «bestias de tamaño gigantesco talladas en él» (Antigüedades de los Judíos, Libro XII, 230), y todavía se conservan perfectamente tigres o leones tallados. El palacio resultó muy dañado por un gran terremoto que asoló la región en el año 362 d. C.. El edificio conservó sus dos plantas originales debido a que fue reutilizado como iglesia durante el periodo bizantino.

## Arquitectura
La estructura de piedra de dos pisos, profusamente decorada (mide unos 40 por 20 metros y 13 metros de altura), es un raro ejemplo de arquitectura helenística en Jordania. En el siglo I d. C., Flavio Josefo lo describió como «una fortaleza fuerte, construida enteramente de mármol blanco hasta el mismo techo y con bestias de tamaño gigantesco talladas en ella; y la cerró con un foso ancho y profundo». El castillo está construido con algunos de los mayores bloques individuales de cualquier edificio de Oriente Medio, el mayor de los cuales mide siete por tres metros. Sin embargo, estos bloques solamente tenían como máximo 40 centímetros de ancho, lo que hizo que el edificio fuera relativamente vulnerable al terremoto que acabó destruyéndolo.
Los arqueólogos han establecido que Qasr al-Abd se encontraba en una finca mucho más grande, que originalmente estaba rodeada por una muralla e incluía un parque con árboles y arbustos. Se ha encontrado una gran prensa de piedra para aceitunas en el lugar, lo que sugiere que la finca era parcialmente autosuficiente en productos agrícolas. En la actualidad, gran parte de la finca se encuentra bajo el pueblo de Irak al-Amir.

## Restauración
Las ruinas de Qasr al-Abd han sido parcialmente restauradas gracias a los esfuerzos de un equipo francés dirigido por Ernest Will y el arquitecto François Larché, en colaboración con Fawzi Zayadine, del Servicio Arqueológico de Jordania. El equipo dedicó los años 1979 a 1985 a realizar dibujos detallados de las piedras caídas y a la posterior reconstrucción.